# Jim Bridger
James Felix Bridger, meglio conosciuto come Jim (Richmond, 17 marzo 1804 – Kansas City, 17 luglio 1881), è stato un esploratore e avventuriero statunitense, oltre che trapper e guida durante gli anni 1820-1840.
Conobbe personaggi di altissima levatura, come Brigham Young, Kit Carson, Thomas Fitzpatrick, John Charles Frémont, Joseph Meek, Hugh Glass e John Sutter.

## Biografia
A 19 anni Bridger partecipò alla spedizione sul Missouri di William Henry Ashley, conoscendo anche Hugh Glass, e rimanendo al suo fianco dopo l'attacco dell'orso. Fu uno dei primi bianchi a vedere i geyser di Yellowstone. Durante l'inverno 1824-1825 scoprì il Grande Lago Salato. Negli anni '30 diventò uno dei principali commercianti di pellicce di castoro e fondò la Rocky Mountain Fur Company. Nel 1838 fondò con Louis Vasquez il futuro Fort Bridger, sulla riva occidentale del Green River.
Nel 1858 scoprì il Bridger's pass, passo che accorciava la pista dell'Oregon. Questo valico fu poi utilizzato dalla Union Pacific Railway, per la costruzione dell'Interstate 80. Bridger condusse anche spedizioni contro Sioux e Cheyenne. Malato gravemente, iniziò a condurre una vita sedentaria dal 1868. Morì all'età di 77 anni, il 17 luglio 1881; il suo corpo venne sepolto nel cimitero Mt Washington di Independence, Missouri.

## Nei media
- Jim Bridger è il protagonista del film Tomahawk - Scure di guerra, diretto nel 1951 da George Sherman.
- Nel film Bastardi senza gloria, diretto da Quentin Tarantino, il tenente Aldo Raine afferma di essere un discendente diretto di Jim Bridger.
- Nel film Revenant, diretto da Alejandro Iñárritu, Jim Bridger è stato interpretato dall'attore britannico Will Poulter.
- Nella serie American Primeval, diretta da Peter Berg, Bridger è stato interpretato da Shea Whigham.